# پامفیلیه

موقعیت پامفیلیه در عهد باستان

در جغرافیای باستان، پامفیلیه یا پامفیلیا منطقه‌ای در جنوب آسیای صغیر، بین لیکیه و کیلیکیه بوده که از دریای مدیترانه تا رشته‌کوه توروس (امروز استان آنتالیای ترکیه) را در بر می‌گرفته‌است. پامفیلیه از سمت شمال به پیسیدیه محدود می‌شده و در نتیجه با پهنایی حدود ۳۰ مایل و درازایی حدود ۷۵ مایل در امتداد خط ساحلی، منطقه‌ای کوچک محسوب می‌شده‌است. تحت زمامداری رومیان، واژهٔ پامفیلیه را در معنای توسعی برای اطلاق به پیسیدیه و زمین‌های اطراف تا سرحدات فریگیه و لیکائونیه به کار برده‌اند.